# Metatrichia bilituua
Metatrichia bilituua är en tvåvingeart som beskrevs av Kelsey 1981. Metatrichia bilituua ingår i släktet Metatrichia och familjen fönsterflugor.
Artens utbredningsområde är Jordan. Inga underarter finns listade i Catalogue of Life.